# Ху Чженянь
Ху Чженянь (胡正言, 1582 — 1672) — китайський художник-графік, гравер й друкар, майстер ксилографії та естампажа, різьбяр друкованих дощок і печаток, бібліофіл часів династії Мін, один з головних творців техніки багатобарвної художньої ксилографії (доу лазень), заснованої на точному суміщенні на аркуші паперу відбитків з декількох друкованих дощок (гун хуа).

## Життєпис
Народився у 1582 році у повіті Сюнін округу Хуейчжоу у сучасній провінції Аньхой. Він жив і працював у південній столиці династії Мін — Нанкіні, де у дворі його оселі на схилі гори Цзілуншань росли більше десятка стебел бамбука, тому воно отримало назву Кабінет Десяти бамбуків (Шичжучжай). Звідси походять назви двох головних творінь Ху Чженяня: «Шичжучжай хуа пу» («Комплект малюнків і каліграфі) з Кабінету Десяти бамбуків») і «Шичжучжай цзянь пу» (« Комплект художнього поштового папіру з Кабінету Десяти бамбуків»). Зі встановленням маньчжурської династії Цін він відійшов від справ і став вести життя самітника. Помер у 1672 році.

## Творчість
Над альбомом «Шичжучжай хуа пу», що складається з більш ніж 160 кольорових гравюр розміром 20 (по вертикалі) на 23, 6 (по горизонталі) см, Ху Чженянь працював з 1619 по 1627 року. У передмові художник, поет, вчений Ян Веньцун (1597–1646) назвав його володарем «вправного серця і витонченої руки, який перевершив попередні епохи». Альбом відомий у перевиданні 1633 року з передмовою анахорета-упасакі Сін-тяня і зберігається у Пекінській бібліотеці. У нього входять вісім тематичних розділів по 20 гравюр: каліграфія, квіти сливи, орхідеї, бамбук, каміння, плоди, птахи і тварини, квіти. Кожен малюнок супроводжується каліграфічно виконаним віршем. Малюнки належать пензлю самого Ху Чженяня та інших художників: Чжао Менфу, Шень Чжоу, Тан Іна, Вень Чженміна, У Біня, Ні Іна.
Ху Чженянь входив у коло літературно—художньої богеми, що утворилася в атмосфері духовно—моральної розкутості кінця Мін і захоплювався еротикою в белетристиці і живопису. Крім того, Ху Чженянь розвивав традицію хуйчжоуської школи книжкової ілюстрації, що склалася у другій половині XVI в. поблизу його батьківщини — у повіті Шесянь провінції Аньхуй, а її майстри брали активну участь в ілюструванні еротичної літератури та створенні особливого жанру еротичних літературно—мистецьких альбомів. Дане мистецтво процвітало приблизно з 1570 по 1650 рік і за ці 80 років досягло більше не перевершеного рівня, в чому першорядну технічну роль зіграв Ху Чженянь.
«Шичжучжай цзянь пу» побачив світ у рік падіння династії Мін (1644 рік), що складається з чотирьох цзюаней і включає в себе 289 гравюр розміром 21 (по вертикалі) на 14 (по горизонталі) см, розбитих на 36 тематичних розділів. У передмові Лі Ке-гуна описана історія його створення та в цілому друкування художньої папіру (цзянь), а також особливості і труднощі кольоровий ксилографії. Зокрема, сказано, художній папір намітилося набув досконалості, насамперед, завдяки старанням Ху Чженяня, який майстерно поєднав власне новаторство з досягненнями минулого. Цим його твором «була відкрита нова ера в історії світової поліграфії».
Ху Чженянь вирізав дошки для таких видань, як «Хуан Мін Бяо чжун цзи» («Основи увічнення вірності царюючої династії Мін»), «Ши тань» («Бесіди про поезію»), «Шан хань мі (бі) яо» («Таємна суть гарячкового поразки холодом»), «Цянь веньлюшу тун яо» («Загальна суть шести категорій письма тисяч знаків»), «Лю шу чжен е» («Виправлення помилок шести категорій письма»).